# 黄表纸
黄表纸是日本江户时代戏作文學的一种體裁，有點類似當今的漫畫，每一頁都有圖片，作者在空白處會寫文字介紹。黄表纸代表作家有恋川春町、山东京传等:275。